# Partia Wyzwolenia Ludowego

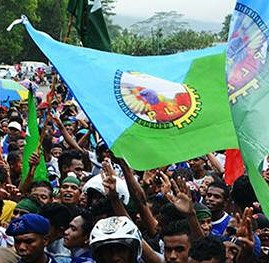
Zwolennicy z flagą ugrupowania

Partia Wyzwolenia Ludowego (tet. Partidu Libertasaun Popular) – założona w 2015 roku timorska partia polityczna. Od 2017 roku, liderem ugrupowania jest były prezydent kraju – Taur Matan Ruak.

## Poparcie w wyborach
| Wybory | Poparcie | Zmiana punktów procentowych | Mandaty | Zmiana |
| ------ | -------- | --------------------------- | ------- | ------ |
| 2017   | 10,58%   | –                           | 8       | –      |
| 2018   | 49,58%   | 39%                         | 8       | –      |
| 2023   | 5,88%    | 43,7%                       | 4       | 4      |